# Белоплечая гевара
Белоплечая гевара (лат. Neoxolmis rufiventris) — птица из семейства тиранновые. Подвидов не выделяют.

## Распространение
Гнездится на юго-востоке Аргентины на юг, включая крайний юг Чили, до Огненной Земли; мигрирует на север в восточно-центральную Аргентину, Уругвай и крайний юго-восток Бразилии.

## Описание
Длина белоплечей гевары — 23 см в длину. Лоб чёрный. Горло и грудь серые. Клюв и ноги черные.

## Питание
Питается насекомыми и жуками, а также мелкими позвоночными, такими как ящерицы.

## Размножение
Белоплечие гевары гнездятся с ноября по декабрь. Гнездо строят в виде глубокой чаши, выстланной травой и перьями